# Frank Erne
Frank Erne (właśc. Erwin Erne, ur. 8 stycznia 1875 w Döttingen, zm. 17 września 1954 w Nowym Jorku) – szwajcarski bokser, zawodowy mistrz świata kategorii piórkowej oraz lekkiej.
Urodził się w Szwajcarii, ale jako dziecko wyemigrował z rodzicami do Stanów Zjednoczonych i zamieszkał w Buffalo. Pierwszą walkę zawodową stoczył w 1891. 5 grudnia 1895 w Nowym Jorku zmierzył się w walce o mistrzostwo świata w wadze piórkowej z obrońcą tytułu George'em, Dixonem, ale zremisował po 10 rundach. 20 grudnia tego roku zremisował z Youngiem Griffo.
27 listopada 1896 w Nowym Jorku Erne pokonał Dixona na punkty i został nowym mistrzem świata w wadze piórkowej. W rewanżu 24 marca 1897 Dixon zwyciężył na punkty i odzyskał tytuł. 28 września 1898 w Nowym Jorku Erne spróbował odebrać pas mistrza świata w wadze lekkiej Kidowi Lavigne, ale zremisował z nim po 20. rundach.
Erne zdobył pas mistrza świata w wadze lekkiej 3 lipca 1899 w Buffalo, kiedy to pokonał na punkty Kida Lavigne'a. W obronie tytułu zremisował z New York Jackiem O’Brienem oraz pokonał wskutek kontuzji oka Joe Gansa. W kolejnej walce, której stawką nie był tytuł, Erne został znokautowany w 3. rundzie przez Terry'ego McGoverna. 23 września 1901 w Fort Erie Erne spróbował zdobyć pas mistrzowski w wadze piórkowej, ale obrońca tytułu Rube Ferns znokautował go w 9. rundzie. Później Erne obronił tytuł w wadze lekkiej nokautując w 6. rundzie Curleya Supplesa, ale 12 maja 1902 w Fort Erie sam został znokautowany w 1. rundzie przez Joe Gansa, który tym samym odebrał mu mistrzostwo świata. W tym samym roku Erne wygrał jeszcze 1 walkę i 1 przegrał (z Jimmym Brittem). W 1903 walczył tylko raz, a potem zrobił przerwę aż do 1908, kiedy to stoczył ostatni (zwycięski) pojedynek bokserski. 
Frank Erne zmarł w 1954.